# 塞米希尼夫

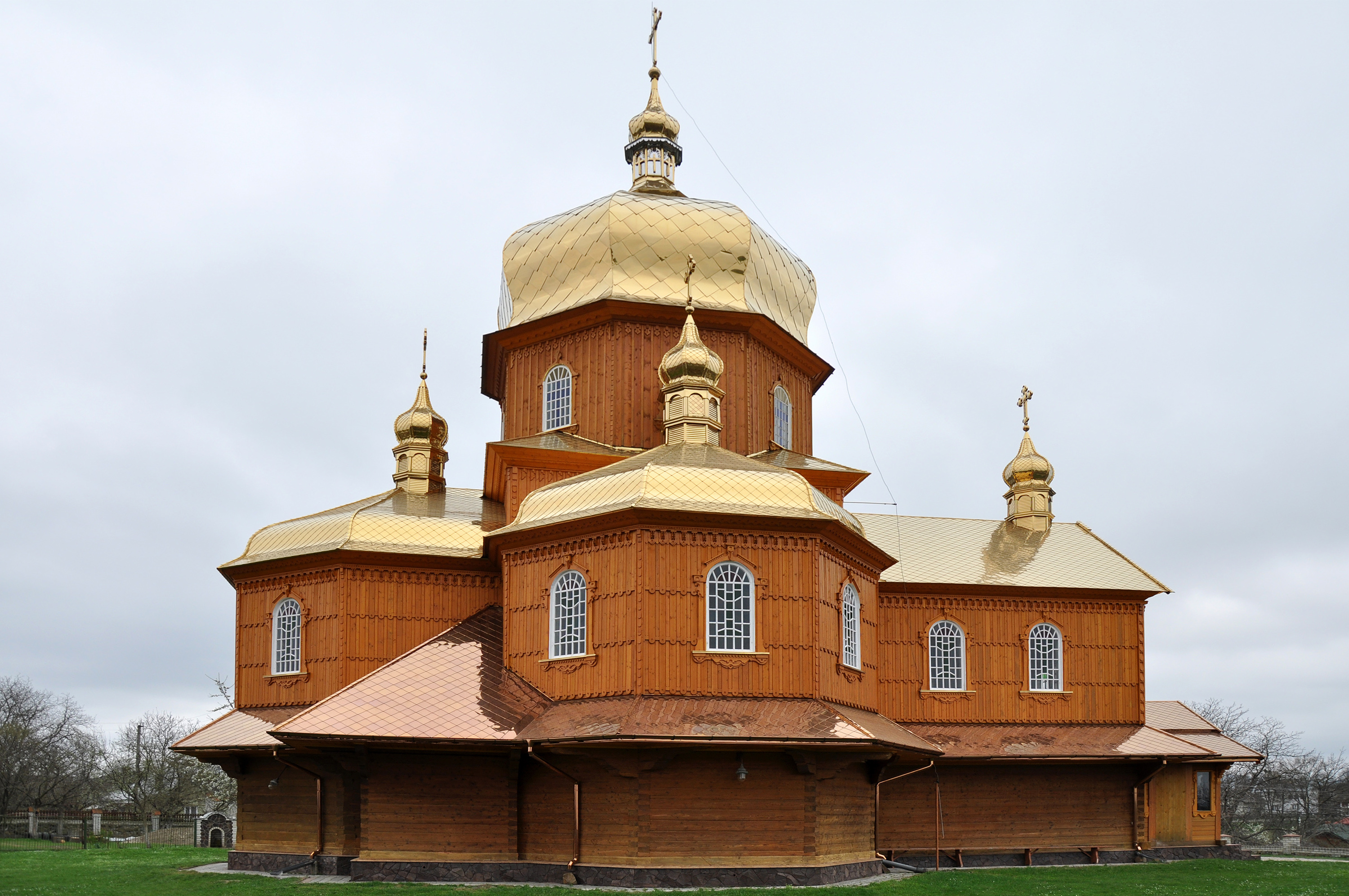
教堂

塞米希尼夫（烏克蘭語：Семигинів），是烏克蘭的村落，位於該國西部利沃夫州，由斯特雷區斯特雷市鎮負責管轄，始建於1015年，面積17.6平方公里，海拔高度337米，2001年人口1,129，人口密度每平方公里64.15人。
49°9′12″N 23°44′14″E / 49.15333°N 23.73722°E